# Elisabeth Kabatek
Elisabeth Kabatek (* 1966 in Stuttgart) ist eine deutsche Schriftstellerin.

## Leben und Schaffen
Kabatek wuchs in Gerlingen auf. Sie studierte Sprachen und Politikwissenschaft an den Universitäten in Heidelberg, Salamanca und Granada. Beruflich war sie u. a. für Verlage, Zeitungen, Zeitschriften und die Volkshochschule Ostfildern tätig. Seit 1997 lebt sie in Stuttgart.
2008 veröffentlichte Kabatek im Silberburg-Verlag den in Stuttgart spielenden Roman Laugenweckle zum Frühstück. Dieser „regionale Frauenroman“ wurde ein Bestseller und verkaufte sich mehr als 150.000 Mal. Bis 2018 erschienen vier Folgeromane um dieselben Figuren, ab 2012 im Verlag Droemer Knaur. Zwischen 2014 und 2021 veröffentlichte Kabatek drei in Cornwall spielende Romane. Außerdem verfasste sie Sachtexte zu Stuttgart und schreibt Kolumnen für die Stuttgarter Zeitung.
Neben der schriftstellerischen Tätigkeit tritt Kabatek als Kabarettistin auf, mit eigenem Programm oder mit Ilona Nowak am Klavier.
Sie ist die Tochter von Adolf Kabatek, Johannes Kabatek ist ihr Bruder.

## Werke
- Laugenweckle zum Frühstück. Roman. Silberburg-Verlag, 2008, ISBN 978-3-87407-809-2.
- Brezeltango. Roman. Silberburg-Verlag, 2010, ISBN 978-3-87407-984-6.
- Spätzleblues. Roman. Droemer, 2012, ISBN 978-3-426-22613-1.
- Zur Sache, Schätzle!. Roman. Droemer, 2015, ISBN 978-3-426-30471-6.
- Schätzle allein zu Haus. Roman. Droemer, 2015, ISBN 978-3-426-30653-6.